# Момбели (Павија)
Момбели је насеље у Италији у округу Павија, региону Ломбардија.
Према процени из 2011. у насељу је живело 154 становника. Насеље се налази на надморској висини од 562 м.